# Zhaotong
Zhaotong (chinois : 昭通市 ; pinyin : Zhāotōng shì) est une ville-préfecture du nord-est de la province du Yunnan en Chine. La population de sa juridiction est d'environ 7 millions d'habitants.
La région, presque exclusivement agricole, est l'une des plus pauvres de Chine, ce qui a conduit les autorités à inciter les jeunes à émigrer vers d'autres régions de l'est et du sud de la Chine pour trouver du travail. Lors de l'année 2003, le nombre d'émigrants a été de 650 000.

## Subdivisions administratives
La ville-préfecture de Zhaotong exerce sa juridiction sur onze subdivisions - un district et dix xian :
- le district de Zhaoyang - 昭阳区 Zhāoyáng Qū ;
- le xian de Ludian - 鲁甸县 Lǔdiàn Xiàn ;
- le xian de Qiaojia - 巧家县 Qiǎojiā Xiàn ;
- le xian de Yanjin - 盐津县 Yánjīn Xiàn ;
- le xian de Daguan - 大关县 Dàguān Xiàn ;
- le xian de Yongshan - 永善县 Yǒngshàn Xiàn ;
- le xian de Suijiang - 绥江县 Suíjiāng Xiàn ;
- le xian de Zhenxiong - 镇雄县 Zhènxióng Xiàn ;
- le xian de Yiliang - 彝良县 Yíliáng Xiãn ;
- le xian de Weixin - 威信县 Wēixìn Xiàn ;
- le xian de Shuifu - 水富县 Shuǐfù Xiàn.